# Pennock (Minnesota)
Pennock és una població dels Estats Units a l'estat de Minnesota. Segons el cens del 2000 tenia 504 habitants.

## Demografia
Segons el cens del 2000, Pennock tenia 504 habitants, 166 habitatges, i 130 famílies. La densitat de població era de 196,6 habitants per km².
Dels 166 habitatges en un 53,6% hi vivien nens de menys de 18 anys, en un 63,9% hi vivien parelles casades, en un 10,8% dones solteres, i en un 21,1% no eren unitats familiars. En el 17,5% dels habitatges hi vivien persones soles el 4,8% de les quals corresponia a persones de 65 anys o més que vivien soles. El nombre mitjà de persones vivint en cada habitatge era de 3,04 i el nombre mitjà de persones que vivien en cada família era de 3,41.
Per edats la població es repartia de la següent manera: un 35,7% tenia menys de 18 anys, un 9,1% entre 18 i 24, un 33,5% entre 25 i 44, un 14,3% de 45 a 60 i un 7,3% 65 anys o més.
L'edat mediana era de 30 anys. Per cada 100 dones de 18 o més anys hi havia 102,5 homes.
La renda mediana per habitatge era de 42.273 $ i la renda mediana per família de 44.167 $. Els homes tenien una renda mediana de 30.000 $ mentre que les dones 20.481 $. La renda per capita de la població era de 16.296 $. Entorn de l'1,5% de les famílies i el 4,6% de la població estaven per davall del llindar de pobresa.

## Poblacions més properes
El següent diagrama mostra les poblacions més properes.